# Félix Corcuera
Félix Corcuera Álvarez (Gijón, 1976) és un actor i director de teatre asturià.

## Biografia
Després de començar la carrera de Relacions Laborals, l'actor la va abandonar i va estudiar interpretació en l'Institut del Teatre i Arts Escèniques a Astúries substituïda avui per l'Escola Superior d'Art Dramàtic. D'aquella època Corcuera recorda que «els alumnes eren molt crítics i es van succeir moltes vagues».
En el terreny professional, Félix Corcuera va fer els seus primers passos en la Companyia Teatral Toaletta, on convivien diverses generacions d'actors. A aquesta se li va seguir la Companyia Teatre Marge, sota la direcció d'Arturo Castro, on “va descobrir el carrer”. El 1998, sota la tutela de Castro va interpretar precisament entre els vianants, War, una peça que es representava a l'aire lliure en plena nit. L'obra era una crítica a la crueltat de la guerra, tractada des del punt de vista dels mitjans de comunicació.
Aquest mateix any, Félix Corcuera va estrenar el 18 de desembre Entre bobos anda el juego, basat en el text de Francisco Rojas Zorrilla. La peça, que versava sobre el trasllat d'una núvia a Madrid, era una crítica a la noblesa. Amb Arturo Castro, Félix Corcuera torna als textos clàssics. En la primera ocasió en un homenatge a Molière titulat Molière ensaya escuela de mujeres on va interpretar diversos papers. A l'any següent, Con la regenta en el recuerdo, adaptació de la novel·la de Leopoldo Alas "Clarín",en la qual presenten a la protagonista com una heroïna rebel contra les conviccions de la seva època i la conducta de la qual queda evocada en la memòria del lloc. Amb Hamlet l'actor tanca una etapa de la seva carrera en abandonar Teatro Margen després d'encarnar-hi a Laertes, un noble danès que jura venjar l'assassinat del seu pare Poloni (José Luis San Martín) i la mort de la seva germana Ofelia (Margarita García), que va embogir en veure's rebutjada per Hamlet (Carlos Casero).
Amb Teatre Doble en 2003 va protagonitzar Lord sota la direcció de Fernando Hurtado, qui es va inspirar en  El retrat de Dorian Gray  (i més concretament en un personatge de la novel·la: Lord Henry) per a parlar –en paraules del seu màxim responsable- de «la naturalesa del gènere humà i la influència que exerceixen els uns sobre els altres». A pesar que l'espectacle va viatjar a Nova York, Corcuera no va poder representar allí la funció per raons pressupostàries.
A final d'aquest any, Corcuera va encapçalar el repartiment -al costat de Carlos Dávila- de la sàtira Con P de piano. Després va rodar els curtmetratges 1939 i Juega conmigo. El 2004 va fer una prova per fer el paper de "Quique" a Cuéntame cómo pasó, paper pel que fou candidat als premis de la Unión de Actores y Actrices.
Corcuera va compaginar el seu treball en la sèrie a Astúries amb la seva carrera teatral, aquesta vegada dins de la Compañía Higiénico Papel, amb la que va representar Shower Power i Ricardo III.

## Teatre
| Any       | Obra de teatre                    | Director         | Autor                       | Personatge                              |
| 1998      | Entre bobos anda el juego         | Arturo Castro    | Francisco Rojas Zorrilla    | Caballera                               |
| 1998      | War                               | Arturo Castro    | Arturo Castro y José Lobato |                                         |
| 1999      | Que alguien secuestre a Maxi      |                  | Maxi Rodríguez              |                                         |
| 2000      | Moliere ensaya escuela de mujeres | Arturo Castro    | Molière                     | Michelle Byron/ Pierre/ Sastre/ Horacio |
| 2001      | Con la regenta en el recuerdo     | Arturo Castro    | Leopoldo Alas "Clarín"      | Frígilis                                |
| 2002      | Hamlet                            | Arturo Castro    | William Shakespeare         | Laertes i Cómico                        |
| 2003      | Lord                              | Fernando Hurtado | Oscar Wilde                 | Ballarí                                 |
| 2003      | Con P de piano                    | Laura Iglesia    | Laura Iglesia               | Conferenciant                           |
| 2004      | Sesfebú                           | Jorge Moreno     | Jorge Moreno                | Amadeo                                  |
| 2004      | Shower Power                      | Laura Iglesias   |                             | Diversos                                |
| 2005/2007 | Ricardo III                       | Laura Iglesias   | William Shakespeare         |                                         |

## Curtmetratges
| Any  | Curtmetratge             | Director         | Personatge    |
| ---- | ------------------------ | ---------------- | ------------- |
| 1999 | Lo que necesites selo yo | Ángeles Muñiz    | Càmera        |
| 2003 | 1939                     | Juan Barreno     |               |
| 2004 | Juega conmigo            | Juan José Bors   | "El Monstruo" |
| 2004 | Lo que el ojo no ve      | José Braña       |               |
| 2006 | El plan B                | Juan José Bors   | "Bernardo"    |
| 2007 | Tres versiones           | Pablo A. Quiroga |               |

## Televisió
| Any d'emissió | Sèrie              | Temporada-Capítol | Personatge |
| ------------- | ------------------ | ----------------- | ---------- |
| 2004- 2006    | Cuéntame cómo pasó | 6.2- 8.12         | Quique     |

## Premis
Candidat al premi al millor actor de teatre en els Premis de les Arts Escèniques d'Astúries (2004).
Candidat als XIV Premis de la Unión de Actores al Premi Unión de Actores al millor actor de repartiment de televisió (2005).